# Grégoire Nicolis
Grégoire Nicolis (11 septembre 1939 à Athènes - 18 octobre 2018 à Bruxelles) était un physicien belge né en Grèce, connu pour le développement de la théorie des structures dissipatives en thermodynamique irréversible à l'école bruxelloise d'Ilya Prigogine et qui a traité de la théorie du chaos. 

## Biographie
Nicolis est ingénieur diplômé de l'Université technique d'Athènes et a obtenu son doctorat avec Ilya Prigogine à l'Université libre de Bruxelles (ULB) en 1965 ( Quelques aspects des phénomènes de transport dans les systèmes non uniformes). Il était professeur à l'Université libre de Bruxelles. 
En 1970, il a reçu le Prix Théophile de Donder de l'Académie royale des sciences de Belgique, dont il a été membre depuis 1976. Il a également été membre de l'Academia Europaea et membre correspondant de l'Académie des sciences d'Athènes (1992). En 1989/90, il a occupé la chaire Franqui à la KU Leuven. 
Il a été corédacteur en chef du Journal of Nonequilibrium Thermodynamics, du Journal of Statistical Physics (1982-1991), Advances in Chemical Physics, Dynamics and Stability of Systems, Bifurcation and Chaos, and Chaos, Solitons and Fractals. 

## Œuvres
- avec Ilya Prigogine: Self-Organization in Non-Equilibrium Systems : From Dissipative Structures to Order Through Fluctuations, Wiley 1977
- avec Ilya Prigogine et Agnes Babloyants: Thermodynamics of Evolution, Physics Today, Volume 25, novembre / décembre 1972, p. 25.
- avec Prigogine: Exploring complexity: an introduction, Freeman 1989 
  - Traduction allemande: Erforschung des Komplexen, Piper 1987
- avec Catherine Rouvas-Nicolis: Foundations of Complex Systems: Nonlinear Dynamic Statistical Physics Information and Prediction, 2007..
- avec Catherine Rouvas-Nicolis: Systèmes complexes, Scholarpedia (et autres articles dans Scholarpedia)